# Tomislav Nedelkovic Baynov
Tomislav Nedelkovic Baynov (bulgarisch Томислав Неделкович Байнов; Transkription: Tomislaw Nedelkowitsch Bajnow; Transliteration: Tomislav Nedelkovič Bajnov; * 1958 in Sofia, Bulgarien) ist ein aus Bulgarien stammender, in Deutschland lebender Pianist, Komponist und Hochschullehrer.

## Leben
Tomislav Nedelkovic Baynov studierte Klavier und Komposition am Staatlichen Konservatorium in Sofia, unter anderem bei Konstantin Ganew und Dschulija Ganewa. Nach seiner Auswanderung nach Deutschland 1981 setzte er seine Studien an der Hochschule für Musik Trossingen fort.
Von 1992 bis 1997 war er Dozent am Hohner-Konservatorium in Trossingen. Seit 1998 lehrt er als Professor für Klavier an der Hochschule für Musik Trossingen.
Mit seinem 1989 gegründeten Baynov-Piano-Ensemble, das mehrere CDs eingespielt hat, führt er Werke für mehrere Klaviere auf. Er ist Vorsitzender des Vereins zur Förderung des mehrhändigen Klavierspiels e. V.